# Bolsa Família

Logo des Bolsa Família

Die Bolsa Família (Aussprache ˈbowsɐ fɐˈmiʎɐ), amtlich portugiesisch Programa Bolsa Família (PBF), deutsch sinngemäß Familienbeihilfeprogramm, ist ein in Brasilien bestehendes staatliches Transferprogramm, das bei bestimmten Voraussetzungen armen Bevölkerungsschichten zugutekommt.

## Geschichte
Die Ursprünge des als Sozialreform geltenden Programms gehen auf Ex-Präsident Fernando Henrique Cardoso und teils sogar bis in die Spätphase der Militärdiktatur zurück. Unter dem damaligen Präsident Luiz Inácio Lula da Silva wurde zunächst 2003 die Reform Fome Zero (Null Hunger) initiiert. Hinzu kam zunächst durch einen Präsidentenerlass vom 20. Oktober 2003 und ersetzt durch das Gesetz Nr. 10.836 vom 9. Januar 2004 das Programm Bolsa Família, was seither seine volle Wirkung erreichte.

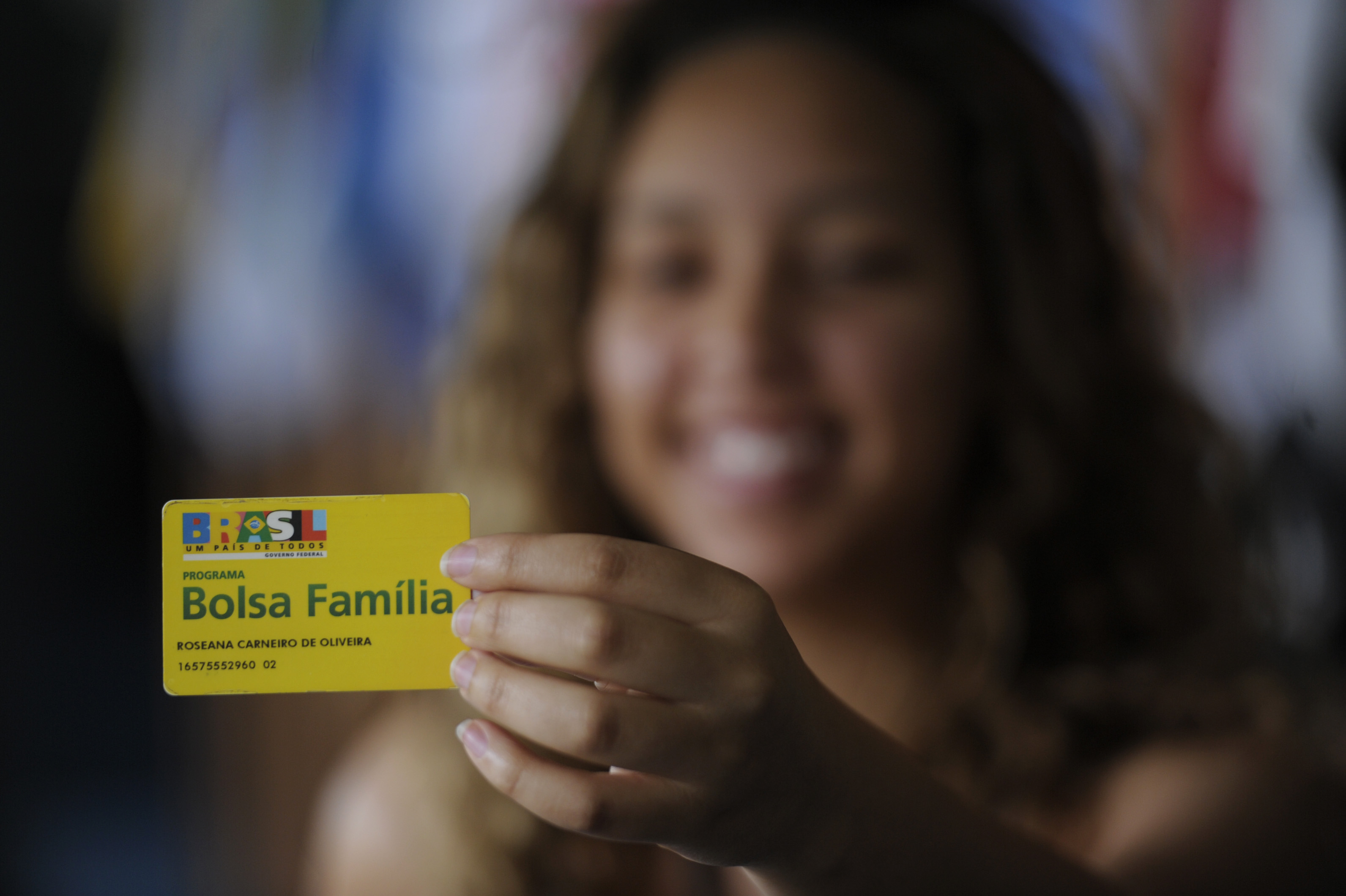
Eine Begünstigte mit der Magnetkarte

Aktuell unterstützt es rund die Hälfte  der brasilianischen Bevölkerung. Gemäß den Daten des Ministeriums für Soziale Entwicklung sind es für 2018 etwa 13,7 Millionen Familien in allen 5570 Gemeinden des Landes. Es soll die ärmsten Brasilianer vor Hunger bewahren. Auch wenn der Betrag mit derzeit (2018) durchschnittlich 187,79 R$ (ca. 43 Euro) recht niedrig erscheint, ermöglicht es doch ein Leben über der von den Vereinten Nationen definierten Armutsgrenze.
Die finanzielle Hilfe wird direkt via Magnetkarte ausgezahlt und kommt Familien zugute, in denen das Einkommen pro Familienmitglied umgerechnet unter circa 46 Euro liegt. Das Programm wendet dabei lediglich 0,5 Prozent des Bruttoinlandsprodukts (BIP) auf. Das Programm Bolsa Família gewährleistet zusätzlich den Zugang zu Rechten wie Bildung (Schulgeld), Gesundheit (Kinderimpfung) und Sozialhilfe sowie die Verknüpfung mit anderen Maßnahmen, die auf die sozioökonomische Entwicklung der Begünstigten ausgerichtet sind.

## Organisation und Funktionsweise

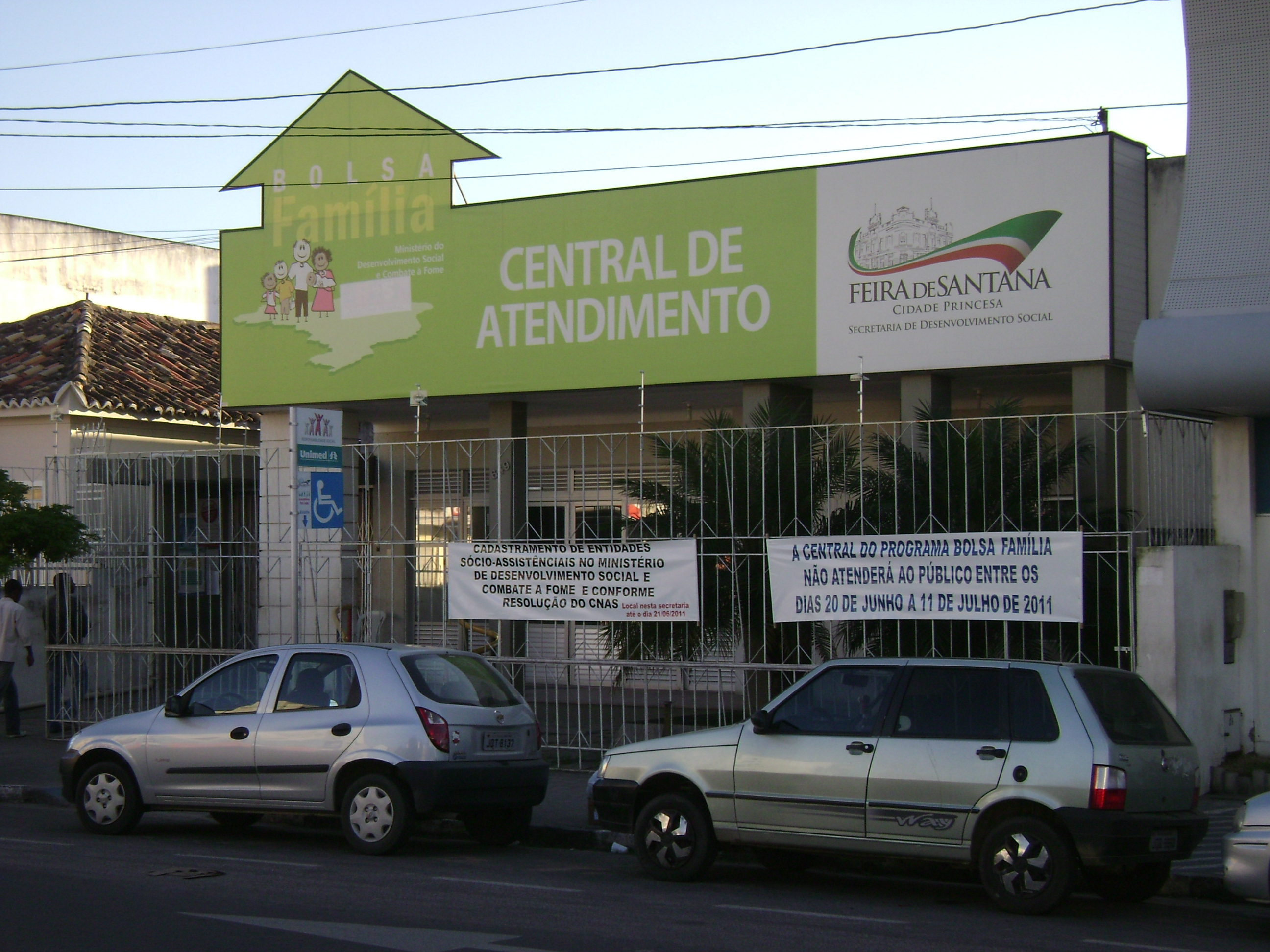
Büro des Bolsa Família in Feira de Santana, Bahia

Die für den Erhalt Interessierten müssen sich im einheitlichen Register für Sozialprogramme der Bundesregierung, dem Cadastro Único para Programas Sociais (CadÚnico), entweder in den Referenzzentren der Sozialhilfe (Cras) oder in den Gemeindeverwaltungen registrieren. Erhoben werden alle Personenstands- und Haushaltsdaten, die dann auch den Kommunen, den Bundesstaaten und dem Staat zur Verfügung stehen. Durch ein Transparenz-Portal im Internet, können die den Einzelfamilien zugestandenen Leistungen über eine Datenbank von jedem abgerufen werden. Auszahlungen können über eine mit einer Identifikationsnummer versehenen Karte bei den über 14.000 Zweigstellen der Bundessparkasse Caixa Econômica Federal vorgenommen werden.

## Kritik und Erfolg
Ähnlich wie bei dem Programm Fome Zero wurde seit Anfang bemängelt, dass die Bolsa Família nicht die Ursachen von Armut und Arbeitslosigkeit angehe. Die Oppositionsparteien kritisierten es als populistischen Stimmenfang. Dagegen wurde die Beispielhaftigkeit dieses „weltweit größten Programms seiner Art“ für lateinamerikanische Länder hervorgehoben. Die Regierungen von Lula da Silva und Dilma Rousseff hoben die große Zahl der geholfenen Betroffenen hervor, denen zum Teil dadurch auch der Weg in den Mittelstand geebnet wurde. Sie verbuchen die Maßnahmen als Erfolg. Der brasilianische Bundesrechnungshof erhob 2014, zeitnah zu anstehenden Wahlen, Vorwürfe wegen vermuteter Undurchschaubarkeit von möglichen Missbrauchsfällen, denen die zuständige Ministerin Tereza Campello widersprach. Die Wirtschaftskrise in Brasilien ab 2014 machten Ankündigungen in der zweiten Präsidentschaft von Dilma Rousseff zu Haushaltskürzungen auch im Bereich der Sozialleistungen notwendig.
Ex-Präsident Michel Temer nahm bei seinem Amtsantritt Mitte 2016 Veränderungen am Programm vor, wobei etwas über eine Million Menschen ihre Berechtigung verloren.
Nach Angaben des Instituto Brasileiro de Geografia e Estatística erhöhte sich der Anteil der extrem Armen von 2016 zu 2017 um 11 %.